# Rosana (São Paulo)
Rosana is een gemeente in de Braziliaanse deelstaat São Paulo. De gemeente telt 18.918 inwoners (schatting 2009).

## Aangrenzende gemeenten
De gemeente grenst aan Euclides da Cunha Paulista, Teodoro Sampaio, Diamante do Norte (PR), Nova Londrina (PR), Anaurilândia (MS) en Batayporã (MS).